# Хомич Лідія Олексіївна
Лі́дія Олексі́ївна Хо́мич (нар. 15 квітня 1954 року, Попівка) — педагог, доктор педагогічних наук (2000), професор (2002). 

## Біографічні дані
Народилася 15 квітня 1954 року в Попівці Звенигородського району Черкаської області.
У 1976 році закінчила Київський педагогічний інститут. Працювала вчителем, викладачем у Полтавському кооперативному інституті. 
З 1981 — працює у Полтавському педагогічному університеті: з 1988 по 1995 — завідувач, з 2001 по 2004 — професор кафедри соціальної педагогіки і педагогіки початкового навчання; з 2004 року — головний науковий співробітник відділу теорії і практики педагогічної майстерності, завідувач відділу виховних систем у професійно-технічній освіті, заступник директора з науково-експериментальної роботи, з 2008 року — заступник директора з наукової роботи Інституту педагогічної освіти і освіти дорослих НАПНУ.

## Наукова робота
Досліджує аксіологічні основи змісту освіти майбутніх учителів; культурологічний підхід як методологічна основа професійного розвитку майбутнього педагога та цивілізаційні цінності у змісті формування його особистості.
Член редакційних колегій журналів і збірників наукових праць: «Естетика і етика педагогічної дії», «Освіта дорослих: теорія, досвід, перспективи», «Імідж сучасного педагога».

### Основні праці
За ЕСУ:
- Професійно-педагогічна підготовка вчителя початкових класів. — К., 1998;
- Зміст культурологічної парадигми розвитку педагогічної освіти // Культурол. складова профес. розвитку педагога: Зб. наук. пр. — К.; Ніжин, 2012;
- Професійна підготовка вчителя: українські реалії, зарубіжний досвід: Наук.-аналіт. доп. — К., 2021 (співавтор);
- Iнтердисциплiнарна взаємодiя у професiйнiй пiдготовцi вчителя як педагогiчна реальнiсть // Мiждисциплiнарнi дослiдж. склад. систем: Зб. наук. пр. — К., 2021. — № 19 (співавтор)[1].

## Джерело
- Л. Б. Лук’янова. Хомич Лідія Олексіївна // Енциклопедія сучасної України / ред. кол.: І. М. Дзюба [та ін.] ; НАН України, НТШ. — К. : Інститут енциклопедичних досліджень НАН України, 2001–2025. — ISBN 966-02-2074-X.
- Лідія Олексіївна Хомич: вчений, педагог, особистість: біобібліогр. покажчик / [упоряд. Штома Л.Н.; наук. ред. Зязюн І.А.; бібліогр. ред. Штома Л.Н.]; НАПН України; Ін-т пед. освіти і освіти дорослих. — К.: Богданова А.М., 2014. — 64 с. — ISBN 978-966-2184-23-5.